# بخش دوبلین (شهرستان مرسر، اوهایو)
بخش دوبلین (به انگلیسی: Dublin Township) یک منطقهٔ مسکونی در ایالات متحده آمریکا است که در شهرستان مرسر، اوهایو واقع شده‌است.
 بخش دوبلین ۹۶٫۹ کیلومتر مربع مساحت و ۲٬۲۵۴ نفر جمعیت دارد و ۲۴۳ متر بالاتر از سطح دریا واقع شده‌است.